# Lutodrilus multivesiculatus
Lutodrilus multivesiculatus ist der Name einer Wenigborster-Art im Boden im Süßwasser lebender Crassiclitellaten, die gleichzeitig die einzige Art der Gattung Lutodrilus und der Familie Lutodrilidae darstellt und in Nordamerika im südöstlichen Louisiana verbreitet ist.

## Merkmale
Der Körper von Lutodrilus multivesiculatus hat einen rechteckigen Querschnitt und weist keine dorsalen Poren auf.
Der Darmkanal bildet keinerlei Kaumagen, doch gibt es im Mitteldarm zwischen dem 21. und dem 24. Segment eine Erweiterung. Ebenso fehlen Kalkdrüsen. Das geschlossene Blutgefäßsystem weist zwischen dem 11. und dem 21. Segment 11 Paar Lateralherzen auf. Die großen Nephridien sind wohl entwickelt.
Das Clitellum des Zwitters ist ringförmig und nimmt 35 bis 51 Segmente zwischen dem 25. (bisweilen 20.) und dem 61. (bisweilen 71.) Segment ein. Die paarigen Tubercula pubertatis sind flügelförmig und erstrecken sich über den Großteil der Clitellarregion. Der Ringelwurm hat 10 Paar Hoden, die sich zwischen dem 12. und dem 21. Segment befinden, und ein Paar Eierstöcke im 23. Segment. Das einzige Paar der weiblichen Geschlechtsöffnungen befindet sich im 24. Segment, also vor dem einzigen Paar der männlichen Geschlechtsöffnungen, die im 32. Segment innerhalb des Clitellums liegen. Die zahlreichen interparietalen Receptacula seminis haben keine Blindsäcke und münden in den Furchen zwischen dem 12. und dem 26. Segment nach außen.

## Verbreitung, Lebensraum und Lebensweise
Lutodrilus multivesiculatus ist in den Vereinigten Staaten (Nordamerika) im südöstlichen Louisiana zwischen den Flüssen Mississippi und Pearl verbreitet. Er lebt als Substratfresser im schlammigen Untergrund und Uferbereich langsam fließender Flüsse.